# Bedford (kanton)
Bedford är en kommun av typen som på franska kallas municipalité de canton (på engelska township) i Kanada. Den ligger i regionen Estrie och provinsen Québec, i den sydöstra delen av landet, 220 km öster om huvudstaden Ottawa. Antalet invånare var 658 vid folkräkningen 2021. Arean är 32 kvadratkilometer.